# Шимелиович, Борис Абрамович
Борис Абрамович Шимелиович (20 ноября [2 декабря] 1892, Рига, Российская империя — 12 августа 1952, Москва, СССР) — советский медицинский и общественный деятель, главный врач Центральной больницы имени Боткина. Арестован и расстрелян в ходе сталинских репрессий по делу Еврейского антифашистского комитета, впоследствии посмертно реабилитирован.

## Биография
Родился в Риге в 1892 году. Младший брат Юлия Шимелиовича, погибшего в 1919 году в Вильне. После окончания Воронежского медицинского института заведовал санитарной частью Воронежского укрепрайона.
Состоял в Бунде, член ВКП(б) с 1920 года.
В 1920-е годы занимался распределением материальной помощи, присланной Джойнтом голодающим Украины, был награждён за эту работу председателем Президиума Верховного Совета Михаилом Калининым. С 1931 года работал главврачом Центральной клинической больницы им. Боткина.
Был дружен с С.Михоэлсом. Брат Бориса Абрамовича Юлий стал прообразом героя пьесы «Четыре дня» М. Даниэля Юлиса — роль, которую играл Михоэлс. В 1942 году стал членом президиума Еврейского антифашистского комитета. 
Арестован 13 января 1949 года по делу, возбуждённому Министерством государственной безопасности против членов Еврейского антифашистского комитета. Несмотря на систематические избиения следователями, он был единственным обвиняемым, который в период следствия не признал свою вину.
Согласно обвинительному заключению:

Обвиняемый Шимелиович, являясь одним из инициаторов установления преступной связи с еврейскими реакционными кругами Америки, лично послал в Америку так называемое «Письмо за океан», представлявшее из себя шпионский материал, а в 1945—1946 гг. информировал Гольдберга и Новика по ряду интересовавших их вопросов (т. 8, л. 45—53).

По приговору Военной коллегии Верховного суда СССР расстрелян 12 августа 1952 года.
Был реабилитирован посмертно вместе со всеми казнёнными по делу ЕАК в ноябре 1955 года, восстановлен в КПСС в 1988 году.

#### Награды
- Орден Трудового Красного Знамени (1942)
- Медаль «За победу над Германией в Великой Отечественной войне 1941–1945 гг.»

## Семья
- Сестра — Ида Абрамовна Шимелиович (в замуж. Шер; 1888—1976, Израиль).
- Брат — Юлий (Юлиус) Абрамович Шимелиович (1890—1919), бундист, заместитель председателя Еврейского комиссариата Наркомнаца (1918), член центрального бюро Евсекции, на подпольной работе в Литве.
- Жена — Хиена Наумовна Шимелиович (урождённая Фридман, 1898—?), врач.[8] Жена и дети Б.Шимелиовича были осуждены к ссылке в отдаленные районы (Балхаш, Казахстан[9]), как члены семей изменников Родины сроком на 10 лет с конфискацией имущества[10].
  - Дети — Лев Борисович Шимелиович (1922—2015), кандидат медицинских наук, заслуженный врач Российской Федерации, основатель терапевтической службы Московской городской клинической больницы № 50. Его жена — Марина Яковлевна Ходас (род. 1925), доктор медицинских наук; Юлия Борисовна Шимелиович (1930—2021), преподаватель русского языка и литературы.
    - Внучка — Ирина Львовна Шимелиович (род. 1955), кандидат медицинских наук[11], живет в США[12].